# Dzielnica Zamkowa w Budapeszcie
Dzielnica Zamkowa w Budapeszcie (węg. Várkerület) – dzielnica stolicy Węgier, Budapesztu, położona w budzińskiej części miasta, w bezpośrednim centrum Budapesztu. W miejskiej numeracji administracyjnej oznaczona numerem I. Dzielnica powstała w wyniku połączenia Budy, Pesztu i Óbudy w jedno miasto 1 stycznia 1873 roku.

## Nazwa
Nazwa Dzielnicy Zamkowej w języku węgierskim – Várkerület to połączenie dwóch węgierskich słów: vár (pol. „zamek, gród”) oraz kerület (pol. „dzielnica, okręg).

## Osiedla
W skład dzielnicy wchodzą osiedla:
- Gellérthegy (część)
- Krisztinaváros (część)
- Tabán (część)
- Vár
- Víziváros (część)

## Zabytki i atrakcje turystyczne
Na terenie dzielnicy znajdują się następujące zabytki i atrakcje turystyczne:
- Zamek Królewski
- Kościół Macieja
- Baszta Rybacka
- Pałac Erdődych
- Pałac Batthyányego
- Wieża Marii Magdaleny
- podziemia Zamku Królewskiego
- kamienice przy Országház utca, Úri utca i Fortuna utca
- Pomnik Honvéda
- Teatr Zamkowy

## Miasta partnerskie
- Wiedeń, Austria
- Capestrano, Włochy
- Carouge, Szwajcaria
- Lendava, Słowenia
- Marlow, Wielka Brytania
- Stare Miasto (Bratysława), Słowacja
- Praga, Czechy
- Ratyzbona, Niemcy
- Odorheiu Secuiesc, Rumunia
- Senta, Serbia